# Drinking Buddies
Pour plus de détails, voir Fiche technique et Distribution.
Drinking Buddies (Ivresse entre amis en français) est une comédie américaine réalisée par Joe Swanberg et sortie en 2013.

## Synopsis
Luke et Kate sont collègues de travail dans une brasserie de Chicago, et passent leur temps à flirter et boire. Ils semblent faits l'un pour l'autre, mais sont tous deux en couple chacun de leur côté. La bière risque de changer leur relation.

## Fiche technique
- Titre original : Drinking Buddies
- Titre français : Ivresse entre amis
- Réalisation : Joe Swanberg
- Scénario : Joe Swanberg
- Direction artistique : Akin McKenzie
- Décors : Drew Bender
- Costumes : Amanda Ford
- Musique : Kathleen Cook
- Photographie : Ben Richardson
- Montage : Joe Swanberg
- Décors de plateau : Jennifer Herrig
- Casting : Mark Bennett
- Producteurs : Olivia Wilde, Jessica Slater, Mike Witherill...
- Coproducteurs : Chris Modoono
- Producteur exécutif : Ashley Bernon et David Kaplan et Olivia Wilde
- Sociétés de production :  Burn Later Productions
- Société de distribution : Sony Pictures Releasing France
- Budget : ?
- Box Office : 1 942 686 USD[1]
- Pays :  États-Unis
- Langue : anglais
- Format : couleur – 2.35 : 1 — son Dolby Digital et SDDS
- Durée : 90 minutes
- Genre : comédie dramatique
- Dates de sortie : 
  - États-Unis : 25 juillet 2013
  - France : 25 juillet 2013

## Distribution
- Anna Kendrick : Jill
- Olivia Wilde : Kate
- Jake Johnson : Luke
- Ron Livingston : Chris
- Ti West : Dave
- Jason Sudeikis : Gene Dentler

## Accueil

### Réception critique
Le film reçoit la note de 5.8/10 sur SensCritique.
Sur le site d'IMDb, il obtient la note 6,1/10.
Sur le site de Metacritic, il obtient un Metascore de 71/100 basé sur 32 avis.

### Box-office
Le film vend pour 19 505 $ lors de la première semaine aux États-Unis mais totalise presque 2 millions de dollars (1 942 686 $) pendant les deux mois d’exploitation dans les salles obscures.